# Deiokiden
Die Deiokiden waren ein medisches Herrschergeschlecht, das im 8. und Anfang des 7. Jahrhunderts v. Chr. über eine kleinere Region des vorderen Orients herrschte.

## Geschichte
Dem griechischen Historiker Herodot zufolge wurde das Mederreich durch die Dynastie von Deiokes gegründet, der sich von medischen Teilstämmen zum regionalen König wählen ließ.
Zwischenzeitliche Untersuchungen haben Herodots Angaben als politisches und sophistisches Wunschbild widerlegt. Eine Dynastie unter Deiokes konnte nicht nachgewiesen werden und war deshalb zu keinem Zeitpunkt existent.

## Chronologie
- Deiokes (728–716 v. Chr.)
- Deiokes II. (716–710 v. Chr.), lokaler Herrscher als Vasall Assyriens
- Deiokes III. (710 v. Chr. – ?), lokaler Herrscher als Vasall Assyriens